# Ржонсницкий, Борис Николаевич
Бори́с Никола́евич Ржонсни́цкий  (в польском написании — Rząśnicki Borys Mikołajewicz) (5 января 1909, Одесса — 4 марта 1983, Ленинград) — советский электротехник, историк естествознания и популяризатор науки, архивист, генеалог. Автор биографических исследований и научно-популярных статей, монографий о физиках, электротехниках и изобретателях: Н. В. Калакуцком, Э. Х. Ленце и др., — первых в России значительных изданий, посвящённых жизни и деятельности Д. А. Лачинова, Н. Теслы, Ф. А. Пироцкого, М. А. Шателена.

## Биография
В 1932 году окончил Ленинградский электромеханический институт (отраслевой вуз с 1930 по 1934 годы Ленинградского политехнического института) и был направлен на строительство Кузнецкого комбината. Впоследствии работал в Ленинграде в «Гидроэнергопроекте», принимал участие в проектировании гидроэлектростанций на реках Свири, Вуоксе, Нарове, Волге, Каме, Иртыше, Оби, Томи и других. В 1940 году в Ленинградском политехническом институте защитил диссертацию на соискание учёной степени кандидата технических наук. Б. Н. Ржонсницкий — участник Отечественной войны. По демобилизации после ранения работал начальником электроцеха оборонного завода на Урале.
С середины 1950-х до конца своих дней Б. Н. Ржонсницкий, являясь научным сотрудником Института истории естествознания и техники Академии наук СССР, находился в постоянном творческом взаимодействии со многими учёными и историками. На авторитетность, актуальности его трудов указывает и обращение к ним специальной литературы и справочников, библиографии, — многие рецензии, рекомендации, методические указания, которые можно наблюдать и по прошествии более чем полувека после издания книг Б. Н. Ржонсницкого.

## Стиль исследователя
Начиная с 1930-х годов Борис Николаевич параллельно с основными служебными функциями, испытывая потребность в расширении своих познаний в истории развития электротехники как таковой, методологии науки, начинает работать в архивах. Справочный аппарат, объём источников и примечания его монографий дают понять, что этот кропотливый и добросовестный исследователь обращался к фондам очень многих хранилищ, как центральных, так и ведомственных, областных. Архив самого Б. Н. Ржонсницкого, его публикации свидетельствуют о том он, что сотрудничал с такими специалистами и мастерами научной биографии, как член-корреспондент АН СССР М. А. Шателен, профессор К. К. Баумгардт, В. В. Данилевский, Л. Д. Белькинд, А. А. Чеканов и др.; оценки, которые даны его деятельности в рецензиях, в частных корреспонденциях говорят о неизменном к нему уважении, об авторитете, которыми он пользовался у других авторов этого жанра
Архивной работе Ржонсницкого особую ценность придаёт тот факт, что в ней использовались материалы не существующих ныне собраний. В связи с этим он пишет: «Богатейший архив Русского Технического общества сохранялся до 1941 г. в Архиве народного хозяйства в Ленинграде (ЦГИАНХ — ныне в составе ЦГИАЛ). В 1938—1941 гг. началась разработка этого архива. Автору книги удалось обнаружить и подобрать материалы, относящиеся к деятельности Д. А. Лачинова, Ф. А. Пироцкого, П. Н. Яблочкова и др. Однако, во время Великой Отечественной войны архив РТО погиб, так же как и большая часть выкопировок, находившихся в читальном зале ЦГИАНХ, разрушенном фашистской бомбой». Значительная часть этих безвозвратно утраченных материалов нашла отражение в трудах Б. Н. Ржонсницкого.
К уникальным относят труд Б. Н. Ржонсницкого, посвящённый истории трамвайного транспорта России. Сотрудник Института истории естествознания и техники В. В. Розалиев отмечает: «На сегодняшний день единственной попыткой написания истории трамвая не отдельных городов, а всей страны, можно считать две монографии к. т. н. Б. Н. Ржонсницкого об изобретении и развитии трамвая, изданные в 1951 и 1952 гг.: Ржонсницкий Б. Н. Трамвай русское изобретение. М., Изд. МКХ РСФСР, 1952». Этой же теме посвящена книга об одном из первых создателей трамвая — Ф. А. Пироцком.
Но вот курьёзная страница, демонстрирующая непростое положение исследователей истории науки под прессом пропагандистских установок того времени — прецедент, когда завзятый ревнитель охранительного ценза сам попал под удар собственного невежества; на защиту скромного, не наделённого дистанцией административного положения талантливого исследователя встали авторитетные специалисты, что видно из следующего фрагмента публикации, тому посвящённой: «Кандидат технических наук Б. Н. Ржонсницкий написал две книги об известном русском электротехнике второй половины XIX века Ф. А. Пироцком. Он же опубликовал в одном из журналов Академии наук статью „Ф. А. Пироцкий и его работы в области электротехники“. И вот опять, не жалея ни сил, ни времени, начинает работать неугомонный Г. На одиннадцати страницах письма, адресованного им секретарю комиссии по истории техники Академии наук СССР С. В. Шухардину, он клевещет на Ржонсницкого, обвиняет его в искажении истории. Комиссия обсудила письмо и сообщила Г.: „Ваши замечания, написанные без достаточных оснований, обнаруживают буржуазно-объективистский подход к историко-техническим вопросам, а в некоторых случаях и техническую неграмотность, и поэтому не могут быть рекомендованы к опубликованию ни одним академическим изданием“».
Похоронен на кладбище пос. Репино.

## Научнаябиографика

### Жизнь и труды Д. А. Лачинова

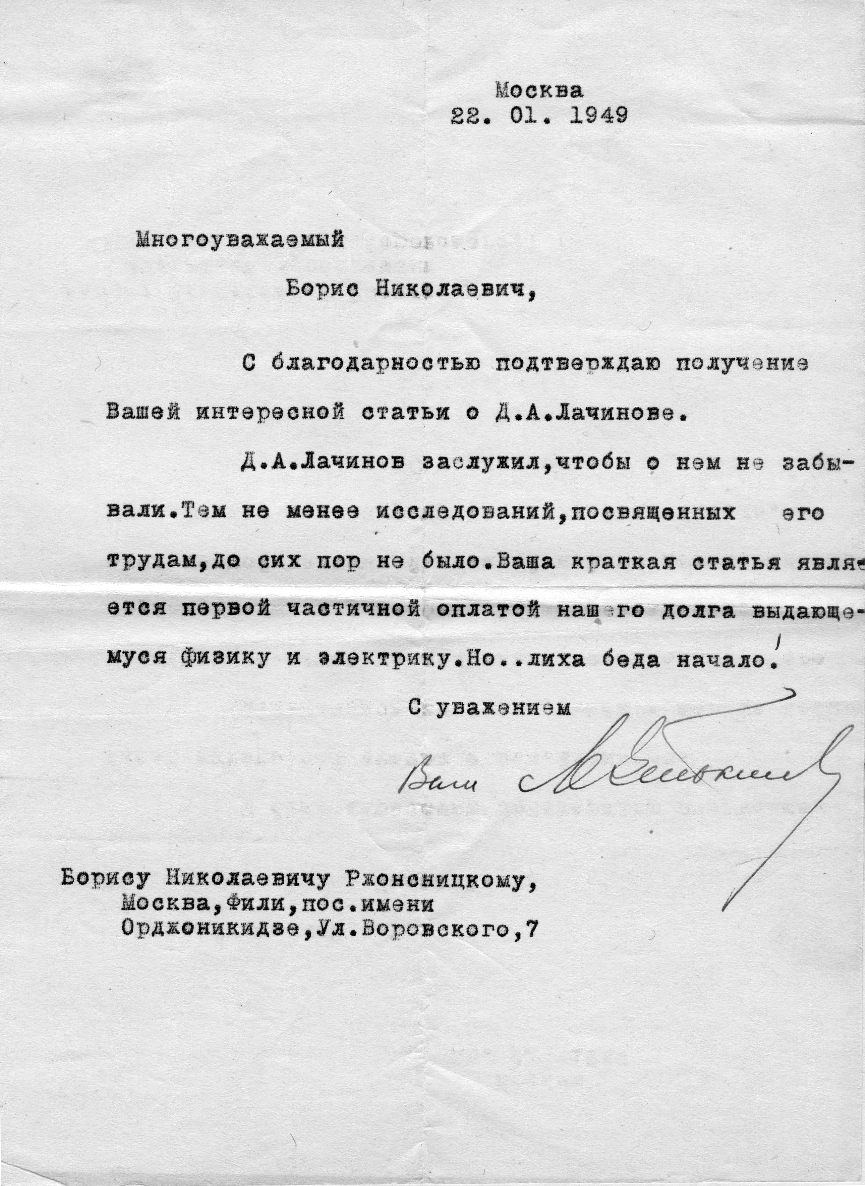
Письмо Л. Д. Белькинда Б. Н. Ржонсницкому. 1949

Огромную работу проделал исследователь в процессе написания биографии русского физика, электротехника Дмитрия Александровича Лачинова. Как уже было отмечено, работая над книгой (а предварил этот труд сбор материалов, длившийся почти 20 лет), Борис Николаевич общался, в числе других учёных (живое общение — один из весьма значимых в его методе факторов) — с Михаилом Андреевичем Шателеном, что впоследствии сослужило хорошую службу при написании в соавторстве с А. А. Чекановым книги, посвящённой жизни самого М. А. Шателена.
Огромный материал, собранный Б. Н. Ржонсницким в архивах, научно-исследовательских институтах, музеях, позволил ему дать масштабную картину не только деятельности Д. А. Лачинова, но детальную ретроспективу электротехники периода середины XIX — начала XX века, затронуть многие забытые или ранее неизвестные эпизоды и события того времени, — характер взаимоотношений учёных. Плотная ткань повествования насыщена скрупулёзно проверенными, и нашедшими подтверждение во многих источниках данными — таковы были характерные для Б. Н. Ржонсницкого стиль и понимание решаемых задач; прекрасное знание темы, к которой имеют отношение его исследования, наделяет книгу свойствами полезного пособия и по самой электротехнике, и по её истории. Автор прослеживает становление учёного, его роль в последовательном насаждении математического метода в физике, — противодействии «грубому эмпиризму»; в строгом сопоставлении изысканий Д. А. Лачинова и М. Депре он доказывает независимость их выводов, но и приоритет первого. В книге дано хорошее представление о его жизни, об особенностях личности. Несомненно — это один из лучших образцов научной биографии, одновременно — редкий для времени её создания опыт родословного изложения.
Такие же слова справедливы и по отношению к его книгам и регулярно публиковавшимся писателем статьям о А. Ф. Пироцком, Н. В. Калакуцком, В. Ф. Добротворском, И. П. Кулибине, А. К. Нартове. В этих работах можно также наблюдать все признаки основательного исследования, их отличает такое же обилие архивных материалов и малоизвестных фактов, — профессиональное понимание темы. Публикации лишены «популярщины», но содержание их доступно для широкой читательской аудитории.
В 1965 году в сборнике «Люди русской науки» Б. Н. Ржонсницким было опубликовано две больших статьи, посвящённых Дмитрию Александровичу Лачинову и Николаю Вениаминовичу Калакуцкому; Б. Н. Ржонсницкий также был редактором этого большого издания.

### Биография Николы Теслы

Медаль Югославского общества «Никола Тесла». 1960

Создавая книгу о Николе Тесле, первое в России большое произведение о нём, Б. Н. Ржонсницкий много почерпнул из воспоминаний известного американского публициста Кеннета Свизи (англ. Kenneth M. Swezey), из статей югославского учёного, доктора философии Велько Корача. Большая помощь в ознакомлении с материалами югославских архивов, к документам которых по хорошей своей традиции Б. Н. Ржонсницкий обращался, была оказана директором Музея Николы Теслы — тем же Велько Корачем — и инженером-электриком Йованом Суруткой. В свою очередь, редактор, доктор технических наук Г. И. Бабат ценными советами и консультациями плодотворно содействовал автору в его работе. Книгу эту, во-первых, отличает компетентный подход к освещению чрезвычайно интересной творческой жизни и проявлений незаурядного дара одного из ярчайших исследователей XX века; во-вторых, повествуемое в ней не лишено живости и шарма интриги, неотъемлемо сопутствующей бытийной канве жизнеописания, чему не слишком мешает и неизбежная для эпохи идеологическая «нагрузка», присутствующая в отдельных оценках и мнениях — это тоже отображение времени. Что касается первой стороны — не случайны ссылки на данное издание, присутствующие в новейших патентах, а второму — в немалой степени способствует то, что произведение это тактично беллетризировано — соразмерно решаемым в нём задачам, без эклектизма и вольных фантазий.
За пропаганду деятельности выдающегося изобретателя, в том числе — за монографию, переведённую на несколько языков, Борис Николаевич Ржонсницкий был награждён медалью Югославского общества «Никола Тесла» (серб. Jugoslovensko Društvo «Nikola Tesla»).

### Письмо «невестки» Д. И. Менделеева

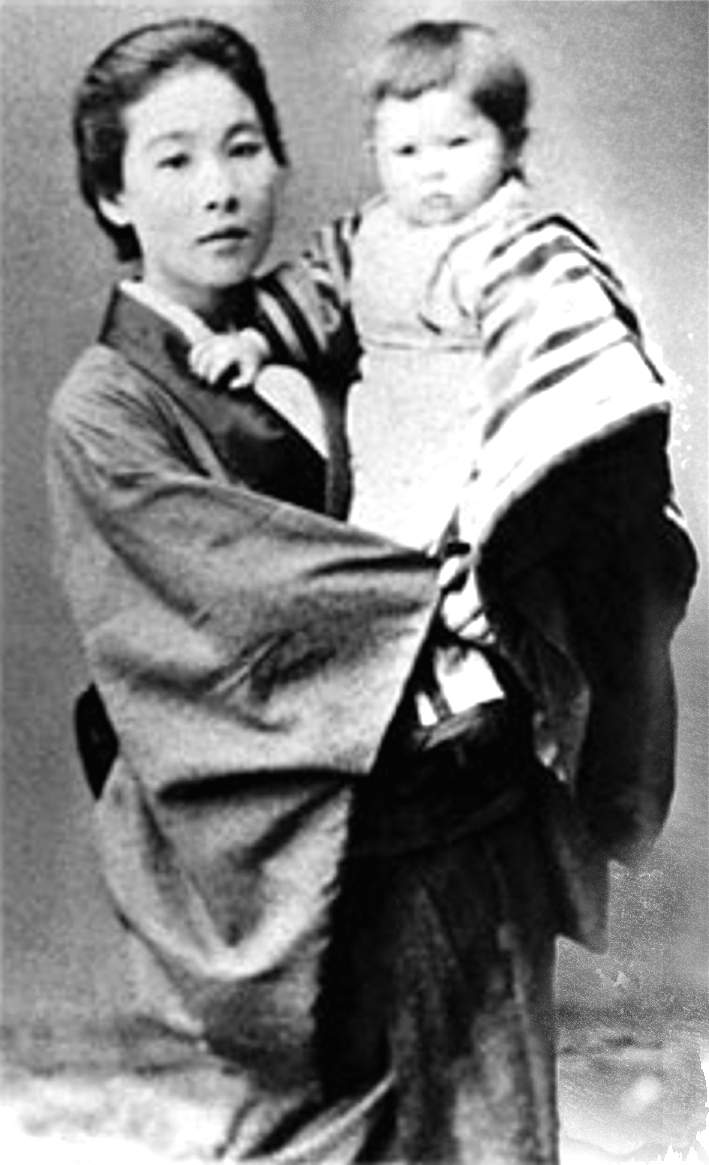
Таки с дочерью. 1893. Фотография, хранившаяся у Б. Н. Ржонсницкого

Ещё в конце 1930-х годов Б. Н. Ржонсницкий участвовал в разборе и анализе архива Д. И. Менделеева, — в формировании содержательной экспозиции музея учёного в ЛГУ (он и в дальнейшем имел причастность к тому — в пору, когда мемориалом руководил А. В. Сторонкин; о помощи его сотрудницы, Т. С. Кудрявцевой, Б. Н. Ржонсницкий упоминает в предисловии одной из своих книг). Умение работать с архивными материалами сказалось на содержательности его публикаций. С настоящей стороной его деятельности формально связаны последствия одного «исторического» эпизода: в 1980-е вдова историка Ольга Григорьевна Ржонсницкая передала в университетский музей-квартиру Д. И. Менделеева письма и редкий снимок, некогда оказавшиеся в его архиве. На фото запечатлена японская «внучка» Менделеева, появление на свет которой связано с одним из дальневосточных плаваний Владимира Менделеева, сына Дмитрия Ивановича; девочку держит на руках её мать Таки — «временная жена» В. Д. Менделеева. Предположительно, они погибли в Токио во время Великого землетрясения в 1923 году. В архиве сохранились квитанции денежных переводов, которые отправлял Таки в Японию Д. И. Менделеев уже после кончины Владимира в 1898 году. Фотографию и письмо сугубо приватного свойства Анна Ивановна Менделеева передала Б. Н. Ржонсницкому, которому безоговорочно доверяла.
Б. Н. Ржонсницкий пользовался большим авторитетом у коллег. В архиве учёного сохранилось много книг и оттисков с дарственными автографами Л. Д. Белькинда, А. А. Чеканова, В. В. Данилевского, И. Я. Конфедератова, Я. А. Шнейберга и других известных писателей и учёных.